# Roar (serie televisiva)
Roar  è una serie televisiva statunitense in 13 episodi trasmessi per la prima volta nel corso di una sola stagione nel 1997.
È una serie d'avventura fantastica ambienta nel V secolo d.C. e incentrata sulle vicende di un giovane irlandese, Conor (interpretato da Heath Ledger), che si propone di liberare la sua terra dagli invasori guidati da Re Gar (Leo Taylor) e dalla Regina Diana (Lisa Zane), ma per ottenere questo risultato, deve unire i clan celtici.
La serie fu creata sulla scia del successo di Hercules e Xena - Principessa guerriera. Tuttavia, non fu molto ben accolta negli Stati Uniti e durò solo una stagione (solo 8 dei 13 episodi furono mandati in onda nel 1997 durante la prima televisiva, gli ultimi cinque furono trasmessi solo nel 2000).

## Personaggi e interpreti
- Conor (13 episodi, 1997), interpretato da Heath Ledger.
- Fergus (13 episodi, 1997), interpretato da John Saint Ryan.
- Regina Diana (12 episodi, 1997), interpretata da Lisa Zane.
- Caitlin (11 episodi, 1997), interpretata da Vera Farmiga.
- Longinus (11 episodi, 1997), interpretato da Sebastian Roché.
- Tully (10 episodi, 1997), interpretato da Alonzo Greer.
- Padrone degli schiavi (7 episodi, 1997), interpretato da Michael Roughan.
- Molly (5 episodi, 1997), interpretata da Melissa George.
- Re Derek (2 episodi, 1997), interpretato da Patrick Dickson.
- Brach (2 episodi, 1997), interpretato da Peter McCauley.
- Claire (2 episodi, 1997), interpretata da Keri Russell.
- Glas (2 episodi, 1997), interpretato da Carl Snell.

### Guest star
Tra le guest star: Brigid Brannagh, Keri Russell, Don McManus, Steven Grives, Paul Bertram, Jeremy Trigatti, Gabrielle Fitzpatrick, Marc Gomes, Ric Anderson, Mark Fitzpatrick, Desmond Kelly, Wayne Pygram, Robert Carlton, Peter McCauley, Jason Carter, Peter Bensley, Jay Mannering, Aash Aaron, Rebecca Cartwright, Iain Gardiner, Damian Monk, Grant Dodwell, Brenda Strong, Neil Fitzpatrick, Tiriel Mora, Michela Noonan, Susanna Thompson, Derek Amer, Deborra-Lee Furness, Barry McEvoy.

## Produzione
La serie, ideata da Shaun Cassidy e Ron Koslow, fu prodotta da Sea Change Productions e Universal TV e girata nel Queensland in Australia. Le musiche furono composte da John Ehrlic.

### Registi
Tra i registi sono accreditati:
- Ian Toynton in 2 episodi (1997)
- Jefery Levy in un episodio (1997)

### Sceneggiatori
Tra gli sceneggiatori sono accreditati:
- Ron Koslow in 4 episodi (1997)
- Shaun Cassidy in 3 episodi (1997)
- Larry Barber in 2 episodi (1997)
- Paul Barber in 2 episodi (1997)
- John Kirk in 2 episodi (1997)

## Distribuzione
La serie fu trasmessa negli Stati Uniti dal 14 luglio 1997 al 1º settembre 1997 sulla rete televisiva Fox. In Italia è stata trasmessa su Italia 1 con il titolo Roar.
Alcune delle uscite internazionali sono state:
- negli Stati Uniti il 14 luglio 1997 (Roar)
- in Spagna (Connor, el rugido)
- in Francia il 13 marzo 1999 (Roar, la légende de Conor)
- in Romania il 4 settembre 1999
- in Germania il 16 gennaio 2000 (Conor der Kelte)
- in Ungheria il 14 giugno 2003
- in Italia (Roar)

## Episodi
| Stagione       | Episodi | Prima TV USA |
| -------------- | ------- | ------------ |
| Prima stagione | 13      | 1997         |